# Kirstjen Nielsen

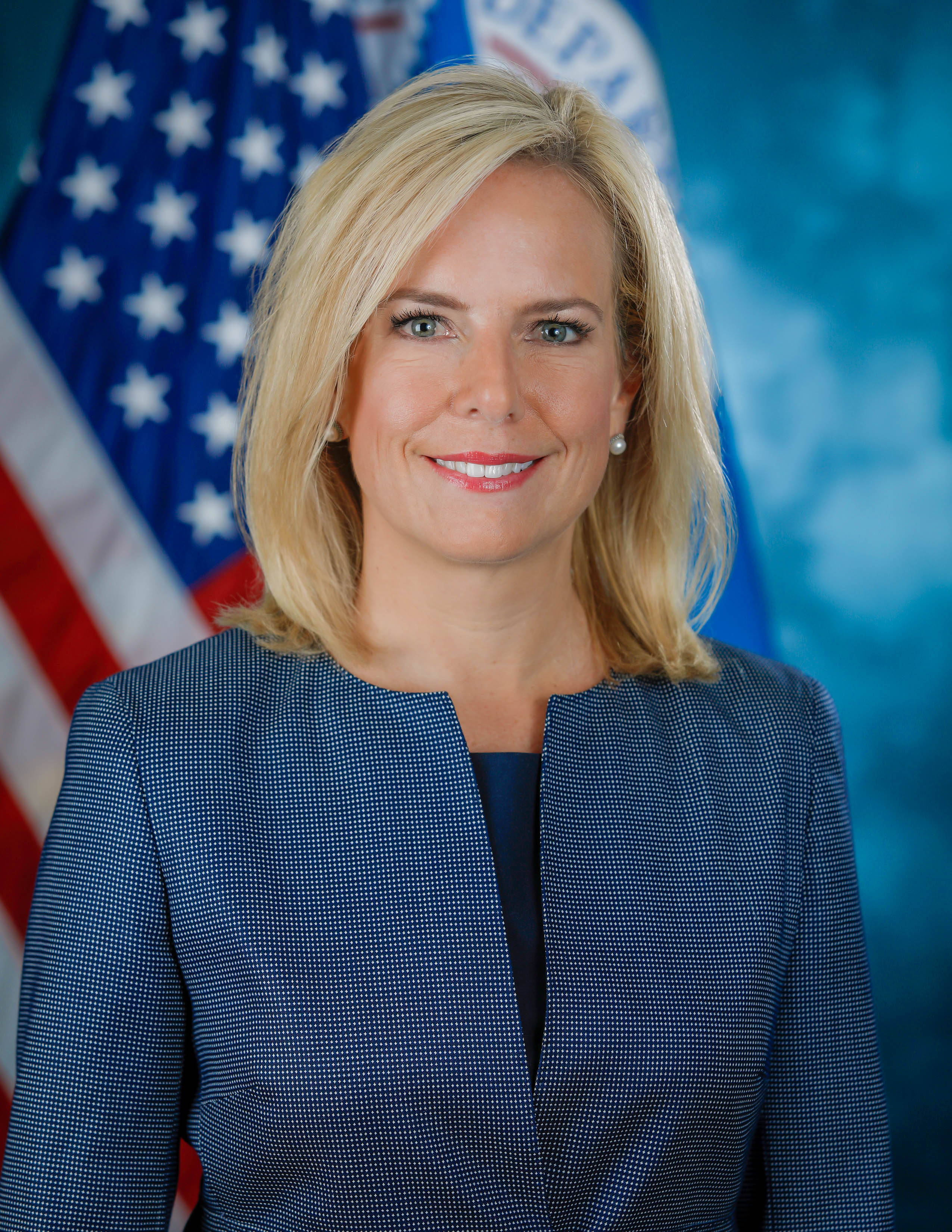
Kirstjen Nielsen (2018)

Kirstjen Michele Nielsen (* 14. Mai 1972 in Colorado Springs, Colorado) ist eine US-amerikanische Politikerin. Am 6. Dezember 2017 wurde sie Ministerin für Innere Sicherheit. Am 7. April 2019 reichte sie ihren Rücktritt ein.

## Leben
Kirstjen Nielsen wuchs in Clearwater, Florida, auf. Sie absolvierte die Georgetown University und im Anschluss die University of Virginia, an der sie im Jahr 1999 den Juris Doctor erwarb. In der Amtszeit von US-Präsident George W. Bush diente sie als Beraterin des Präsidenten. Auch leitete sie einen Think Tank in Washington, D.C.
Von Januar bis Juli 2017 fungierte Nielsen als Stabschefin des Ministers John F. Kelly. Nach dessen Ernennung zum Stabschef des Weißen Hauses blieb sie zunächst in Kellys Stab als dessen Stellvertreterin (White House Deputy Chief of Staff).
Am 11. Oktober 2017 nominierte US-Präsident Donald Trump sie als Ministerin für Innere Sicherheit. Der Senat bestätigte die Entscheidung im Dezember 2017 mit 62 zu 37 Stimmen. Nielsen unterstützt die Trennung von Kind und Eltern bei illegal Eingewanderten.
Die Washington Post berichtete im November 2018 unter Berufung auf Mitarbeiter des Präsidenten, dass Trump eine Ablösung Nielsens plane. Er sei unzufrieden mit ihrem Einsatz für die Grenzsicherung. Am 7. April 2019 gab sie ihren Rücktritt bekannt.